# 河口新月蕨
河口新月蕨（学名：Pronephrium hekouensis）为金星蕨科新月蕨属下的一个种。其种加词“hekouensis”意为“云南红河州河口县的”。
现接受名为新月蕨（Pronephrium gymnopteridifrons (Hayata) Holttum, 1972）。